# BMW R 11
La BMW R 11 est la première moto de tourisme 750 cm3 du constructeur allemand BMW avec un cadre en acier embouti à double boucle inspiré du modèle en acier Ernst Neumann-Neander.
Au cours de la période de construction allant de 1930 à 1934, 7 500 exemplaires de la R 11 furent produites.

## Historique
Lors des Jeux olympiques de Londres en novembre 1928, BMW présenta la R 11 et la R 16, les premières motos à châssis en acier embouti . Dans les listes de prix no 37  et no 38  de janvier et février 1929, ces motos à cadre en acier embouti furent annoncés pour le printemps 1929. Dans la liste de prix no 39  de mars 1929, les modèles n'y figuraient plus. La livraison des motos commença en Allemagne à l'été 1930 ,.

## Technique

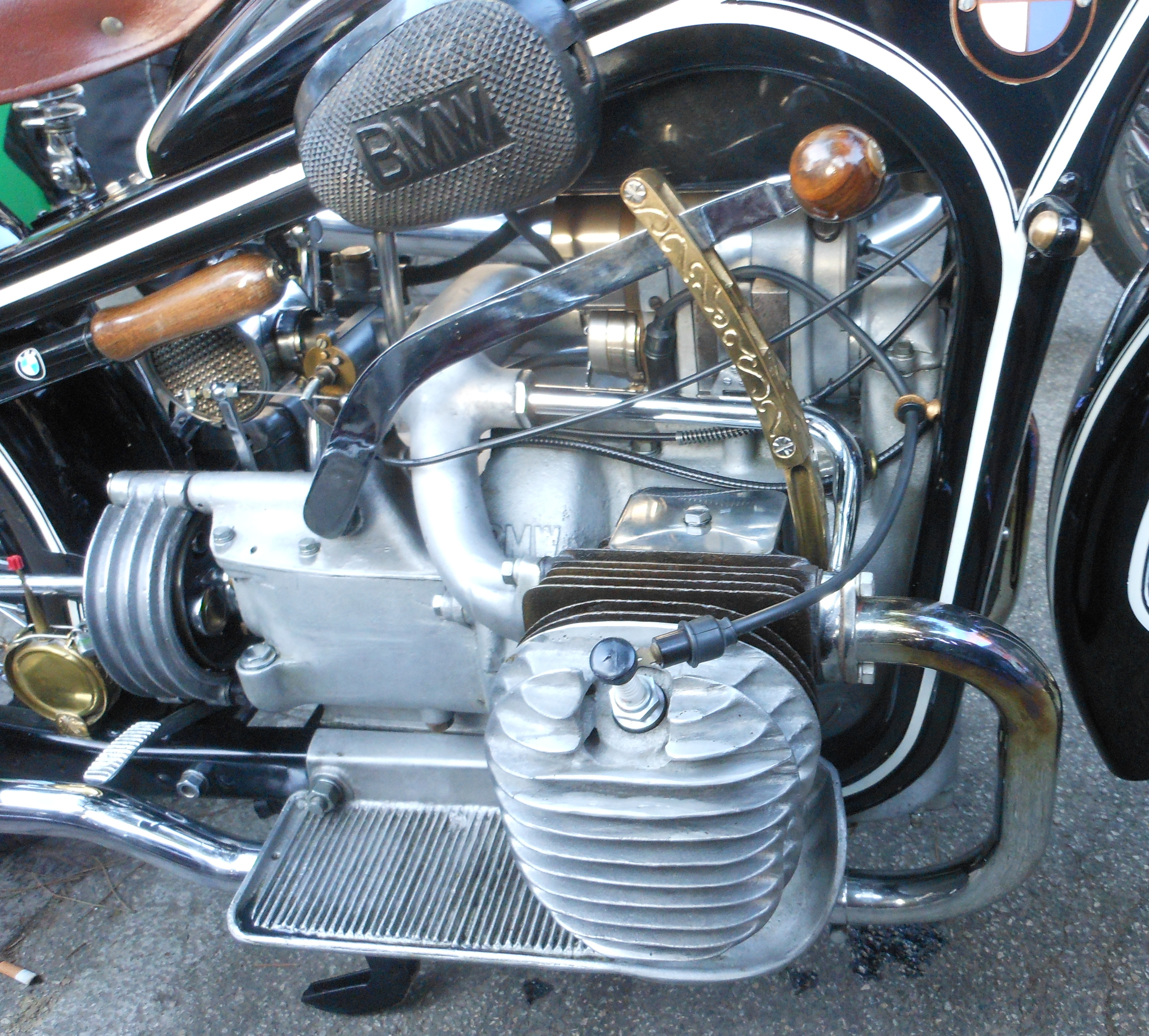
Moteur M56 de la R 11

Le bloc M56 était un moteur Boxer quatre temps à deux cylindres à soupapes latérales monté longitudinalement avec un carter séparé horizontalement. Un engrenage intermédiaire au-dessus du vilebrequin entraînait l'arbre à cames situé au-dessus qui entraînait à son tour le système d'allumage au-dessus via une chaîne de distribution. Sur le bloc précédent, le R62, le système d'allumage était également entraîné par un engrenage depuis l'arbre à cames, lequel ouvrait les soupapes par l'intermédiaire de petits poussoirs à glissière. Les cylindres en fonte étaient équipées de culasses en alliage léger amovibles et d'ailettes de refroidissement radiales. Le carburateur, de conception interne à BMW, aspirait l'air à travers le carter de volant moteur. La composition du mélange était réglée à l'aide d'un levier situé sur le côté droit du guidon.
La R 11 était équipée d’une transmission manuelle avec arbre de transmission du côté droit de la roue arrière non suspendue.
Le boîtier de transmission divisé horizontalement était fixé directement sur le carter du moteur. L'arbre d'entrée à trois vitesses était entraîné directement par l'embrayage à sec à disque sur le volant du vilebrequin. L'arbre de sortie a traversé un disque Hardy en prolongement direct de l'arbre d'entraînement. Le démarreur au pied était actionné perpendiculairement à l'axe longitudinal du véhicule .

## Versions

### Série 3 (1932)
Avec la série 3, un carburateur Sum qui ne permettait plus de réglage du mélange fut utilisé, ce qui eut pour conséquences de faire disparaître le levier à air du demi-guidon droit.

### Série 5 (1934)

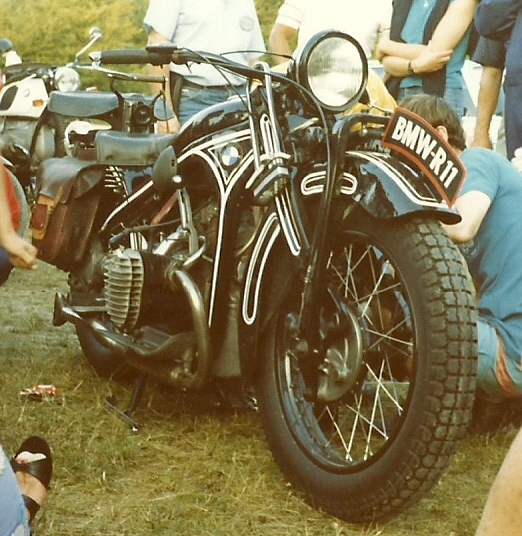
BMW R 11 1929

À partir de la série 5, la R 11 était également proposée avec deux carburateurs Amal, chacun ayant son propre filtre à air. Les deux carburateurs donnait une puissance continue de 20 ch et l'installation d'un allumeur à batterie légère Bosch de 45 watts. Le système d'échappement fut également déplacé afin que les silencieux puissent être plus haut.